# Juan Alberto Andreu
Juan Alberto Andreu Alvarado, conosciuto come Melli (Barbate, 6 marzo 1984), è un ex calciatore spagnolo, di ruolo difensore.
Il suo soprannome deriva da "mellizo", termine spagnolo per gemello, in quanto anche suo fratello Víctor Manuel è calciatore.

## Caratteristiche tecniche
Difensore rapido e forte di testa, spesso nel Gent è stato utilizzato come terzino destro.

## Carriera

### Club
Nel Betis fin dall'età di 14 anni, lasciò la squadra solo per una breve parentesi in prestito al Polideportivo Ejido nei mesi finali della stagione 2001-2002, giocando 2 partite in Segunda División.
Ha segnato il suo primo gol il 18 settembre 2004 in Osasuna-Betis 3-2. Ha giocato anche in Champions League ed in Coppa UEFA: in quest'ultima competizione ha segnato un gol contro l'AZ Alkmaar.
Ha vinto la Coppa del Re in finale contro l'Osasuna l'11 giugno 2005 (2-1).

### Nazionale
Ha fatto parte della nazionale spagnola Under-16, Under-17, Under-19 and Under-21.
Nel 2003 ha preso parte al Mondiale Under-20, nel quale la sua nazionale è stata finalista perdente.

## Palmarès

### Club

#### Competizioni nazionali
- Coppa di Spagna: 1

Betis: 2004-2005
- Supercoppa di Moldavia: 1

Sheriff Tiraspol: 2013
- Campionato moldavo: 1

Sheriff Tiraspol: 2013-2014